# Good As You

Good As You est la première émission gay de l’histoire du paysage audiovisuel français (PAF). Elle est diffusée de 2001 à 2002 sur Canal Jimmy, filiale du groupe Canal+,,,.

## Historique
Sous l’impulsion de Benjamin Josse, Jérôme Caza (via la société de production Pourquoi pas la lune) crée Good As You, la première émission gay de l’histoire du PAF.
Good As You est diffusé pour la première fois le 11 novembre 2001 sur Canal Jimmy. L’émission est hebdomadaire et dure en moyenne 40 minutes. Elle est animée par Marco Martin, Thomas Primo, Galia Salimo, Laurence Hérédia, Laetizia-Venezia Tarnowska et Benjamin Josse.
Après 33 numéros, l’émission prend fin le 27 juin 2002 lors d’une émission en direct.

## Principe de l'émission
Good As You, acronyme de GAY, est une émission qui parle des homosexuels dans leur diversité. Tous les sujets liés à l’homosexualité y sont abordés.
L’émission est construite en trois parties : 1/3 reportages, 1/3 coulisses, 1/3 plateau.
À la fin de chaque émission, les Sœurs de la Perpétuelle Indulgence viennent lire le « courrier du cœur et du cul » (sorte de courrier des téléspectateurs destinée à la prévention contre le SIDA).

## Adaptation à l'étranger
Le concept a été repris en Italie sous le même nom. L’émission est diffusée sur Canal Jimmy Italie de 2002 à 2004.

## Liste des émissions
- Émission 1 : "La première" (diffusion le 11/11/2001)
- Émission 2 : "C'est pas moi" (diffusion le 18/11/2001)
- Émission 3 : "Drôles de rencontres" (diffusion le 25/11/2001)
- Émission 4 : "Le meilleur est pour la fin" (diffusion le 02/12/2001)
- Émission 5 : "La bourgeoise est dans la place" (diffusion le 09/12/2001)
- Émission 6 : "La question qui tue" (diffusion le 16/12/2001)
- Émission 7 : "Aux 4 coins..." (diffusion le 23/12/2001)
- "Best of" (diffusion le 30/12/2001)
- Émission 8 : "We miss you" (diffusion le 06/01/2002)
- Émission 9 : "La mère de Marco cherche son fils" (diffusion le 13/01/2002)
- Émission 10 : "Sorties du placard" (diffusion le 20/01/2002)
- Émission 11 : "La lettre" (diffusion le 27/01/2002)
- Émission 12 : "Le good 4 you bande" (diffusion le 03/02/2002)
- Émission 13 : "Spéciale Saint Valentin" (diffusion le 10/02/2002)
- Émission 14 : "Le temps d'une chanson" (diffusion le 17/02/2002)
- Émission 15 : "Parole, parole..." (diffusion le 24/02/2002)
- Émission 16 : "Looking good" (diffusion le 03/03/2002)
- Émission 17 : "Conseils de pro" (diffusion le 10/03/2002)
- Émission 18 : "La belle et la bête" (diffusion le 17/03/2002)
- Émission 19 : "Spéciale homoparentalité" (diffusion le 24/03/2002)
- Émission 20 : "Le détournement" (diffusion le 31/03/2002)
- Émission 21 : "Créatures fatales" (diffusion le 07/04/2002)
- Émission 22 : "Adam & Yves" (diffusion le 14/04/2002)
- Émission 23 : "Les yeux dans lesbos" (diffusion le 21/04/2002)
- Émission 24 : "Non" (diffusion le 28/04/2002)
- Émission 25 : "Spéciale littérature" (diffusion le 05/05/2002)
- Émission 26 : "Le cinéma gay" (diffusion le 12/05/2002)
- Émission 27 : "Krampack pour tout le monde" (diffusion le 19/05/2002)
- Émission 28 : "Absolument fabuleuse" (diffusion le 26/05/2002)
- Émission 29 : "Ecce Homo" (diffusion le 02/06/2002)
- Émission 30 : "Le papa pingouin" (diffusion le 09/06/2002)
- Émission 31 : "chercherlamour.com" (diffusion le 16/06/2002)
- Émission 32 : "Thylège se fait la dernière" (diffusion le 23/06/2002)
- Émission 33 : "Allo gay / Spéciale direct" (diffusion le 27/06/2002)